# パーンツィリ-S1
96K6 パーンツィリ-S1（露：96К6 «Панцирь-С1» パーンツィリ・エース・アヂーン）は、ロシア連邦で開発された近距離対空防御システム（高射ミサイル砲複合：зенитный ракетно-пушечный комплекс）で、対空機関砲と短距離対空ミサイルを併用している。NATOコードネームではSA-22 グレイハウンド（SA-22 Greyhound）と呼ばれる。「パーンツィリ」とは「鎧」「甲冑」の意。

## 概要
車両に搭載された機関砲と短距離対空ミサイルという兵装の組み合わせは、2K22 ツングースカと同様である。ミサイルはツングースカに採用されていた9M311の後継となる9M335(57E6)が使用されている。2A38M 30mm連装機関砲2基（合計4門）の火力は、射撃速度5,000発/分、射程4kmである。地対空ミサイル57E6は左右に各6発、計12発搭載する。誘導方式は指令誘導で、レーダーあるいは赤外線探知機からの位置情報を使用する。射程は1-20km。
ディスカバリーチャンネルのテレビ番組『潜入!ロシア軍のすべて：ロシアの鎧「パーンツィリS1」』によると、固定翼機や回転翼機（ヘリコプター）だけでなく、精密誘導爆弾、巡航ミサイル、弾道ミサイルをも迎撃可能で、レーダーで捉えにくい小型ドローンの撃墜実験にも成功した。「パーンツィリS2」「パーンツィリSM」「パーンツィリSA」といった発展・派生型も開発されている。
航空目標だけではなく、軽装甲車両などの地上目標も撃破可能である。
2K22 ツングースカと異なり基本的に車体には重トラックを使用しており、製造・運用コストの低減と高機動性の確保を図っている。
派生型として、車両に搭載しない定置型システムも存在する。

### 火器管制

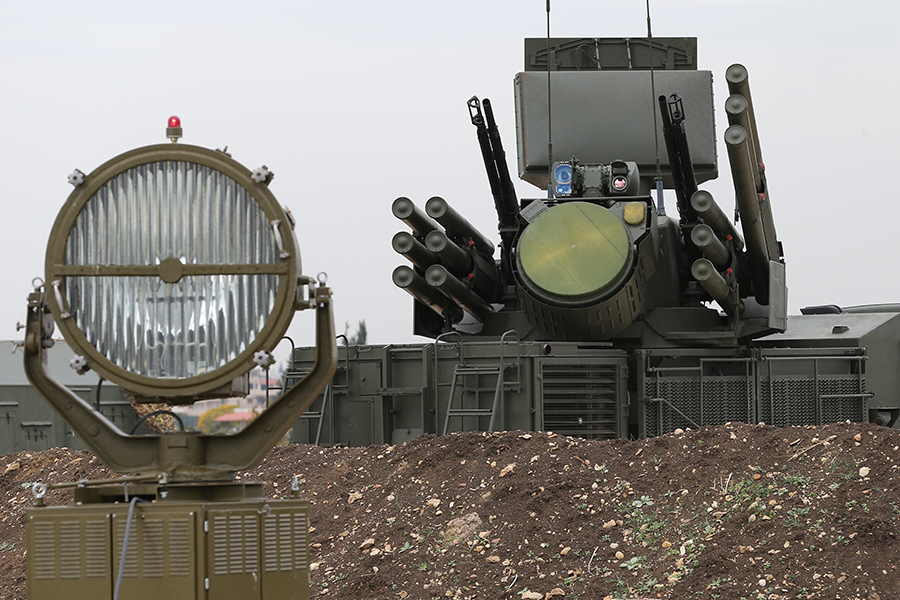
パーンツィリ-S1の兵装部アップ。左右の機関砲の間にある円形アンテナが追尾レーダー。追尾レーダーの直上にあるのが赤外線探知機。赤外線探知機の上部（砲塔後部）に配置された四角形のアンテナが索敵用レーダー。

兵装の管制には、2基のレーダーと赤外線探知機が用いられる。
レーダーは索敵用・追跡用に分けられ、索敵範囲はそれぞれ30kmと24kmである。レーダーが作動している間も赤外線探知機は使用できるので同時に2個の目標と交戦できる。
なお、輸出用廉価版は、赤外線探知機のみを搭載することも可能である。

## 開発・製造
パーンツィリ-S1は、トゥーラにある連邦統合国家企業「制御システム開発設計局」で開発された。1994年に試作型が製作され、1995年に初めて一般公開された。ウリヤノフスク機械工場で製造されており、これまでに生産された数は200両を超えている。2000年にアラブ首長国連邦から最初の受注を獲得し、2007年に最初の納品を行った。アラブ首長国連邦の車両にはドイツ製のMAN SX8×8トラックを使用している。
2005年には量産型が完成した。ロシア連邦軍では2K22 ツングースカ-M1をこれに転換する予定で、2008年よりロシア空軍に配備が始まった。また、ロシア海軍でも、パーンツィリ-S1を基にした海軍型であるパーンツィリ-Mが、2K22を基にしたコールチクの後継として採用された。
2019年には改良型であるパーンツィリ-SMと、その輸出型であるパーンツィリ-S1Mが発表された。これはシリアでの経験を基にした改良型で、レーダーと対空ミサイルがアップグレードされたことで交戦距離が伸びている。
他にもアルジェリア、イラク、ヨルダン、オマーンなどに採用されている。

## 採用国
- ロシア
- エチオピア
- 赤道ギニア
- ミャンマー
- オマーン

- イラン
- イラク
- ヨルダン
- シリア
- アラブ首長国連邦

- ベトナム
- アルジェリア
- 北朝鮮

## 運用

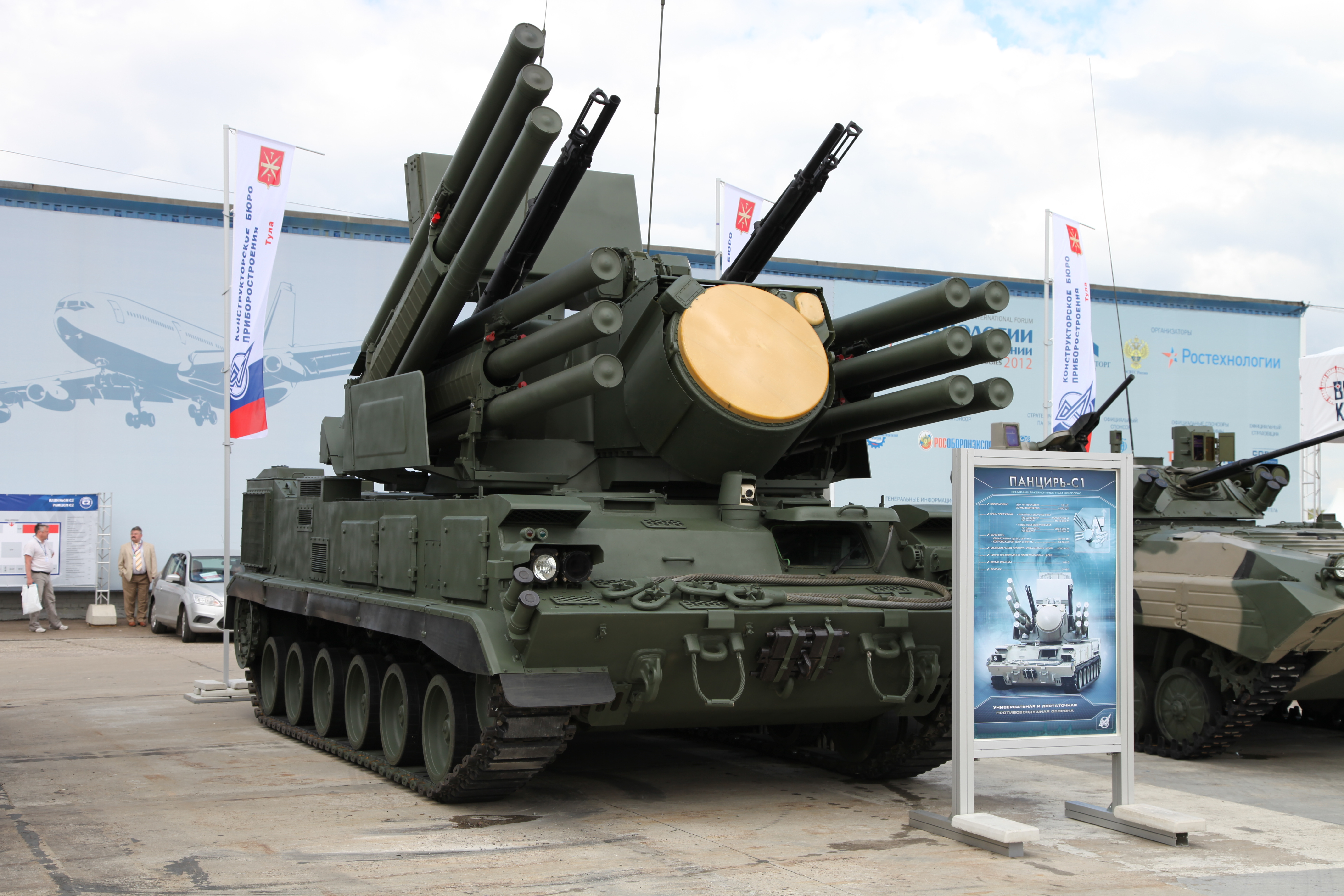
GM-352系列の車体に搭載されるパーンツィリS-1

シリア内戦で政府軍を支援するため派遣されたロシア軍により、首都ダマスカスに配備またはシリア政府軍に供与されている。イスラエル国防軍によるシリアへのミサイル攻撃の迎撃で実戦投入された。　
2020年5月、リビア内戦においてアルワティ空軍基地に展開中の2基がトルコが投入したUAVにより攻撃を受けた。内1基は破壊され、他方は鹵獲され調査するためトルコに運ばれつつあると伝えられている。
2022年3月、ウクライナに侵攻したロシア軍のパーンツィリ-S1が擱座し放棄され、ウクライナ軍に鹵獲されたと報告された。

## 参考資料
- Тихонов С. Г. Оборонные предприятия СССР и России : в 2 т. — М. : ТОМ, 2010. — Т. 1. — 608 с. — 1000 экз. — ISBN 978-5-903603-02-2.
- Тихонов С. Г. Оборонные предприятия СССР и России : в 2 т. — М. : ТОМ, 2010. — Т. 2. — 608 с. — 1000 экз. — ISBN 978-5-903603-03-9.
- Савенков Ю. А., Сомков Н. И., Травкин А. А. Зенитный ракетно-пушечный комплекс «Панцирь» (рус.) // Армейский сборник : журнал. — 2014. — Ноябрь (т. 245, № 11). — С. 35—37. — ISSN 1560-036X.
- Фимушкин Ф., Слугин В. ЗРК ближнего действия «Панцирь-С1-0» с оптико-электронной системой наведения (рус.) // Военный парад : журнал. — 2004. — Май-июнь (т. 63, № 03). — С. 12—14. — ISSN 1029-4678.